# Robert J. Burch
Robert J. Burch (Contea di Fayette, 25 giugno 1925 – Contea di Fayette, 25 dicembre 2007) è stato uno scrittore statunitense.
Scrisse diciannove libri per bambini.
Molte delle sue storie si basano sulle sue esperienze d'infanzia nella Georgia rurale durante la Grande depressione.

## Carriera
Nacque nella Contea di Fayette (Georgia) e vi trascorse la maggior parte della sua vita. Nel 1943 si arruolò nell'esercito.
Burch iniziò a scrivere a New York City nei primi anni '60.
Secondo il  Dictionary of Literary Biography , i suoi migliori libri presentano "dettagli realistici della vita di campagna e di piccole città nella Georgia centrale e settentrionale" durante la  Grande Depressione, l'ambientazione della sua infanzia.  "I suoi libri sono infusi con la sua visione geniale, ottimistica della vita, pur mantenendo un approccio realistico, privo di sentimento, serio e moralistico." 

## Riconoscimenti
Burch vinse con il romanzo Queenie Peavy la seconda edizione del Phoenix Award per la Children's Literature Association nel 1986. 
Ricevette anche quattro Georgia Children's Book Awards e nel 2007 l'inaugurale W. Porter Kellam Lifetime Achievement Award per contributi eccezionali alla vita letteraria in Georgia.
La scuola elementare Robert J. Burch di  Tyrone prende il nome da lui. 